# Mina lądowa

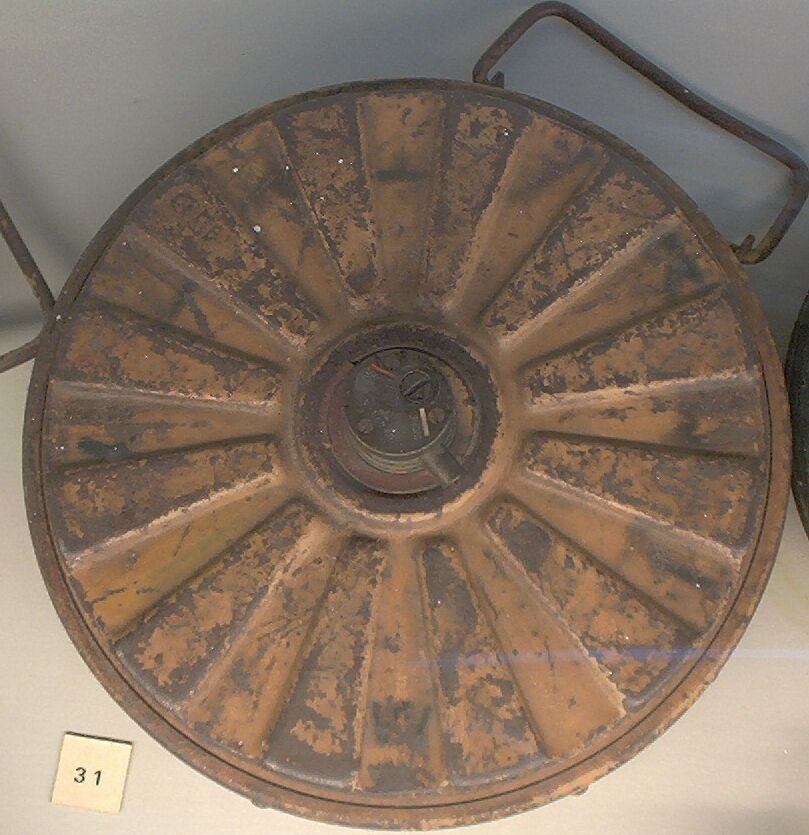
Mina przeciwpancerna Tellermine 35 z czasów II wojny światowej

Mina lądowa – ładunek materiału wybuchowego wraz z urządzeniem zapalającym i zabezpieczającym, umieszczony w odpowiedniej obudowie.

## Podział
Rozróżnia się następujące miny lądowe:
- w zależności od przeznaczenia :
  - przeciwpiechotne,
  - przeciwpancerne,
  - przeciwtransportowe (drogowe, kolejowe i rzeczne),
  - przeciwdesantowe (rzeczne),
  - specjalne (dywersyjne, miny-pułapki);
- w zależności od zasady działania:
  - kierowane,
  - niekierowane (o działaniu natychmiastowym i o działaniu ze zwłoką),
- w zależności od rodzaju konstrukcji:
  - naciskowe,
  - naciągowe,
  - odciążeniowe,
  - ciśnieniowe,
  - magnetyczne;
- w zależności od skutku działania:
  - przeciwgąsienicowe,
  - przeciwdenne,
  - przeciwburtowe,
  - o działaniu odłamkowym,
  - o działaniu fugasowym.

Oddzielną grupę min lądowych stanowią miny jądrowe.